# آتيس ضيوف
آتيس ضيوف (بالفرنسية: Ates Diouf)‏ هو لاعب كرة قدم سنغالي في مركزي الوسط والهجوم، ولد في 24 مارس 2000 في داكار في السنغال. لعب مع اوستين بولد.